# Religione naturale
Secondo certuni studiosi della Bibbia, fra cui Sant'Agostino , i patriarchi da Adamo ad Abramo praticarono una Religione naturale di stampo monoteistico.
Con essi le loro mogli (fra cui Eva, moglie di Adamo e Sara, moglie di Abramo), i loro figli e figlie. Spesso anche i loro servitori o schiavi. Insomma tutta la famiglia patriarcale di allora.
La base scritturale (cioè biblica) di quest'interpretazione è, tra l'altro, Genesi, 4,25-26 (e, ancor più specificamente, la frase conclusiva di questi due versetti): "25 Adamo si unì di nuovo alla moglie, che partorì un figlio e lo chiamò Set. «Perché - disse - Dio mi ha concesso un'altra discendenza al posto di Abele, poiché Caino l'ha ucciso».
26 Anche a Set nacque un figlio, che egli chiamò Enos. Allora si cominciò ad invocare il nome del Signore."
Con Abramo ha inizio la religione giudaica vera e propria, poi codificata da Mosé.